# Relations entre l'Arménie et le Pakistan
Les relations entre l'Arménie et le Pakistan sont rompues ; le Pakistan est le seul pays membre de l'Organisation des Nations unies à ne pas reconnaître l'Arménie en tant qu'État. Les points d'achoppement sont la reconnaissance du génocide arménien et la situation du Haut-Karabagh.
D'une part, depuis les années 1970, le Pakistan soutient la politique turque consistant à nier le génocide arménien.
D'autre part, le Pakistan soutient l'Azerbaïdjan dans le conflit au Haut-Karabagh. En raison de ses relations étroites avec les adversaires de l'Arménie, la Turquie et l’Azerbaïdjan, le Pakistan considère le massacre de Khojaly comme un génocide. Le Pakistan a été le troisième pays après la Turquie et la Roumanie à reconnaître l’indépendance de l'Azerbaïdjan, avec qui elle entretient des relations étroites depuis. L'Azerbaïdjan soutient la position du Pakistan sur le conflit au Cachemire. Ainsi, en raison de la politique pakistanaise perçue en faveur de l'Azerbaïdjan et de la Turquie, l'Arménie a développé des relations amicales avec l'Inde et soutient la position indienne sur le conflit au Cachemire.
Fin 2016, les relations entre l'Arménie et le Pakistan se détériorent lorsque l'Arménie met son veto à la candidature du Pakistan au statut d'observateur auprès de l'Assemblée parlementaire de l'Organisation du traité de sécurité collective présidée par la Russie,,.